# Comuna de Kiszkowo
Kiszkowo (polaco: Gmina Kiszkowo) é uma gminy (comuna) na Polónia, na voivodia de Grande Polónia e no condado de Gnieźnieński. A sede do condado é a cidade de Kiszkowo.
De acordo com os censos de 2004, a comuna tem 5315 habitantes, com uma densidade 46,4 hab/km².

## Área
Estende-se por uma área de 114,58 km², incluindo:
- área agricola: 80%
- área florestal: 8%

## Demografia
Dados de 30 de Junho 2004:
|                      | Total   | Total | Mulheres | Mulheres | Homens  | Homens |
| -------------------- | ------- | ----- | -------- | -------- | ------- | ------ |
|                      | pessoas | %     | pessoas  | %        | pessoas | %      |
| População            | 5315    | 100   | 2609     | 49,1     | 2706    | 50,9   |
| Densidade (pop./km²) | 46,4    | 100   | 22,8     | 22,8     | 23,6    | 23,6   |

De acordo com dados de 2002, o rendimento médio per capita ascendia a 1664,47 zł.

## Subdivisões
- Berkowo, Charzewo, Dąbrówka Kościelna, Gniewkowo, Głębokie, Imiołki, Karczewko, Kiszkowo, Łagiewniki Kościelne, Łubowiczki, Myszki, Olekszyn, Rybno, Rybieniec, Skrzetuszewo, Sławno, Sroczyn, Turostowo, Turostówko, Ujazd, Węgorzewo.

## Comunas vizinhas
- Kłecko, Łubowo, Murowana Goślina, Pobiedziska, Skoki